# Ритець (Берестейський район)
Ритець (біл. Рыцец) — село в Білорусі, у Берестейському районі Берестейської області. Орган місцевого самоврядування — Томашівська сільська рада. Село належить до української етнічної території та є частиною Берестейщини.

## Історія
У 1918 році був у складі Української Держави.

## Населення
| Білорусь | Це незавершена стаття з географії Білорусі. Ви можете допомогти проєкту, виправивши або дописавши її. |